# La Cagoule

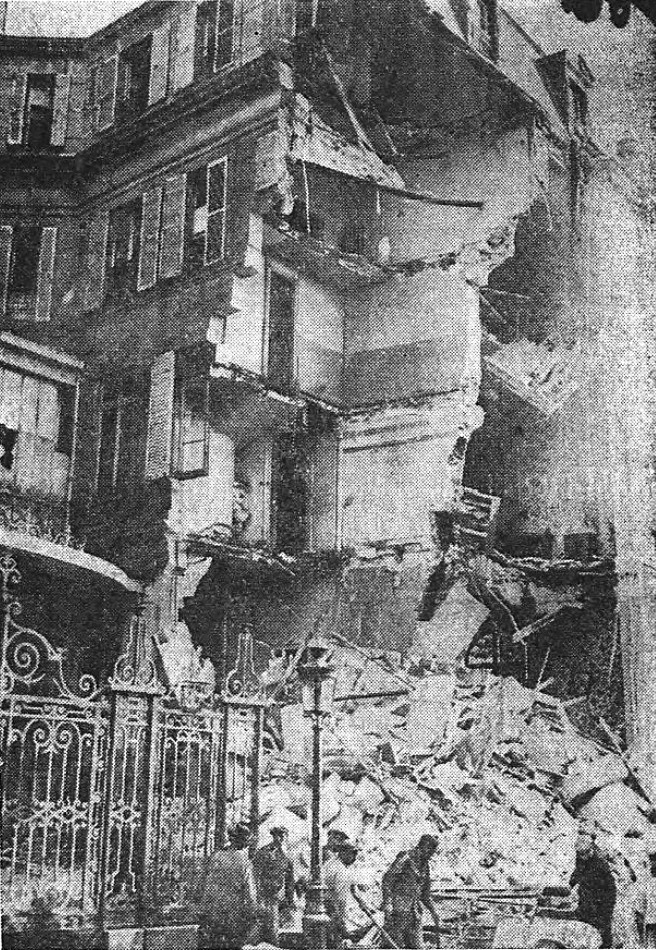
Edifici seu de la Confédération générale de la production française, a París, després de l'explosió de la bomba col·locada per La Cagoule l'11 de setembre 1937

La Cagoule —nom amb el qual es va conèixer al Comité secret d'action révolutionnaire «Comitè Secret d'Acció revolucionària» (CSAR) o Organisation secrète d'action révolutionnaire nationale (OSARN)— va ser una organització secreta d'extrema dreta activa a França entre 1936 i 1937, coneguda per la seva activitat terrorista.
Va ser fundada el 1936 per Eugène Deloncle i Jean Filliol, antics membres dels Camelots du Roi, organització juvenil vinculada al moviment Action Française. Entre les accions perpetrades pels seus militants —coneguts com a cagoulards («encaputxats»)— destaquen operacions com l'assassinat de Dimitry Navachine, un emigrant rus (gener de 1937), el degollament de Laetitia Toureaux al metro de París (maig de 1937), l'assassinat de Sabatino i Carlo Roselli, dos germans italians crítics amb Mussolini, al juny de 1937, o l'atemptat amb bomba contra la seu de la Confederació general de la Patronal francesa (setembre de 1937).
L'organització, el líder de la qual Deloncle buscava un desenvolupament dels esdeveniments per França similar a l'ocorregut a Espanya amb el cop d'Estat del 18 de juliol, i planejava l'enderrocament de la Tercera República francesa i la instauració d'una dictadura, va ser finançada econòmicament per Eugène Schueller, fundador de L'Oréal i els seus membres es trobaven principalment entre les classes mitjanes. L'organització va enviar alguns voluntaris al bàndol de Franco durant la Guerra Civil Espanyola, a canvi del subministrament d'armes per part del bàndol nacional. La cúpula de l'organització va ser essencialment desmantellada al novembre de 1937, després d'una sèrie de batudes abans que poguessin dur a terme la seva conspiració colpista, encara que el 1940 un nombre dels seus militants es va reactivar dins el Mouvement social révolutionnaire (MSR), i van estar al darrere de diversos actes de violència antisemita i assassinats polítics.